# Загонцы
Загонцы (укр. Загінці) — село в Деражнянском районе Хмельницкой области Украины.
Население по переписи 2001 года составляло 790 человек. Почтовый индекс — 32245. Телефонный код — 3856. Занимает площадь 4,774 км². Код КОАТУУ — 6821582801.

## Местный совет
32245, Хмельницкая обл., Деражнянский р-н, с. Загонцы, ул. Центральная, 2